# باسكال كوست
باسكال كوست (بالفرنسية Xavier Pascal Coste):(مرسيليا 1787 -1879 مرسيليا ) مستشرق ومهندس معماري ورسام فرنسي.